# Ficus praestans
Ficus praestans är en mullbärsväxtart som beskrevs av Edred John Henry Corner. Ficus praestans ingår i släktet fikonsläktet, och familjen mullbärsväxter. Inga underarter finns listade i Catalogue of Life.